# Eliška Krásnohorská
Eliška Krásnohorská, pe numele ei real Alžběta Pechová, (n. 18 noiembrie 1847, Praga, Imperiul Austriac – d. 26 noiembrie 1926, New Town⁠(d), Cehoslovacia) a fost o poetă, libretistă, scriitoare și traducătoare cehă, dar și o activistă feministă. A fost inițiată în literatură și politica feministă de către Karolína Světlá. Ea a scris poezii lirice și critică literară, dar în prezent este asociată mai mult cu literatura pentru copii și cu traducerile. A tradus scrieri ale lui Pușkin, Mickiewicz și Byron.
Krásnohorská a scris libretele mai multor opere de Bedřich Smetana: The Kiss, The Secret, The Devil's Wall și Viola.
În 1890 Krásnohorská a fondat Școala Minerva din Praga, primul gimnaziu pentru fete din Austro-Ungaria. Limba de instrucție folosită în acel gimnaziu a fost limba cehă.

## Biografie
Ea a avut șapte frați, dar a rămas orfană de tată din fragedă copilărie. Educația a primit-o de la mama ei. A urmat cursurile Institutului Svoboda din Praga, dobândind cunoștințe sistematice cu ajutorul fraților și prietenilor ei; a învățat chiar să cânte la pian și să picteze. Eliška a suferit încă din tinerețe de pe urma unor dureri articulare. S-a împrietenit cu personalități literare ale epocii precum Karolina Světlá și Vítězslav Hálek.
Ea a activat în cadrul mișcării de emancipare a femeilor, ca membru și apoi ca președinte al Asociației Femeilor Cehe, care fusese înființată în 1871 de Karolina Světlá și a fost redactor al revistei Ženských listů. A coordonat strângerea a peste 4.000 de semnături pe o petiție trimisă Consiliului Imperial (guvernului) pentru deschiderea unui gimnaziu pentru fete, care să le ajute să obțină o diplomă de liceu și apoi permisiunea de a studia la universitate. Răspunsul întârziat al guvernului de la Viena și indiferența publicului și a ziariștilor cehi a determinat-o să înființeze un gimnaziu particular pentru fete. În iunie 1890, prin urmare, Krásnohorská a scris o declarație oficială intitulată Vzdělanstvu českému! în care a anunțat înființarea Asociației Minerva pentru promovarea învățământului pentru fete. Cererea de autorizare a asociației a fost semnată la 16 iulie 1890 de către guvernatorul Franz Thun und Hohenstein. Deschiderea a școlii a fost autorizată de către ministrul educației, Paul Gautsch, la 26 iulie 1890. Adunarea generală din 27 septembrie 1890 a Asociației Minerva a decis luarea în administrarea sa a gimnaziului pentru fete Minerva.
Krásnohorská este autoarea uneia dintre primele considerații despre mișcarea feministă Ženská otázka česká (1881).
A contribuit la revista Osvěta, unde s-a axat pe critica literară.
S-a implicat, printre altele, în disputa legată de autenticitatea poemului epic Rukopisy královedvorský a zelenohorský, presupus a data de la începutul Evului Mediu și oferind o bază naționalistă falsă șovinismului ceh. Ea a susținut că manuscrisele sunt autentice, intrând în conflict cu cei care contestau autenticitatea manuscriselor, printre care și profesorul universitar T.G. Masaryk, pe care i-a acuzat de lipsă de patriotism și a scris un volum de poezie în spiritul opiniilor sale cu privire la acest subiect.
În 1931 a fost amplasată în Piața Carol din Praga o statuie din marmură albă a Eliškăi Krásnohorská, sculptată de Karla Vobišová. Aceeași sculptoriță a creat în 1927 și o placă memorială dedicată Eliškăi Krásnohorská, ce a fost amplasată pe actuala clădire a Academiei Comerciale Cehoslovace de pe strada Ressel 5. E. Krásnohorská este înmormântată În Cimitirul Olšany din Praga.

## Opera literară

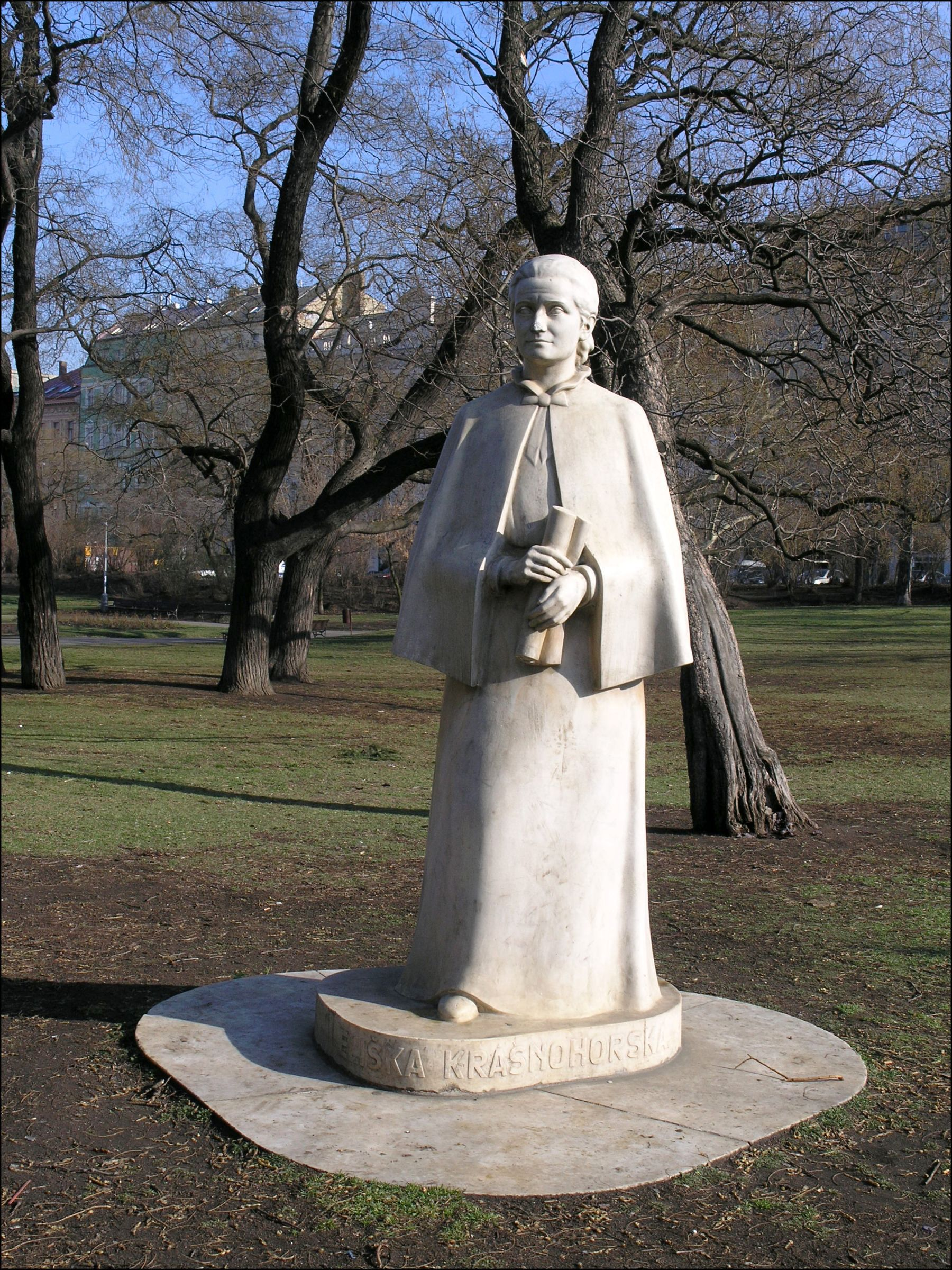
Statuia din piața Carol din Praga

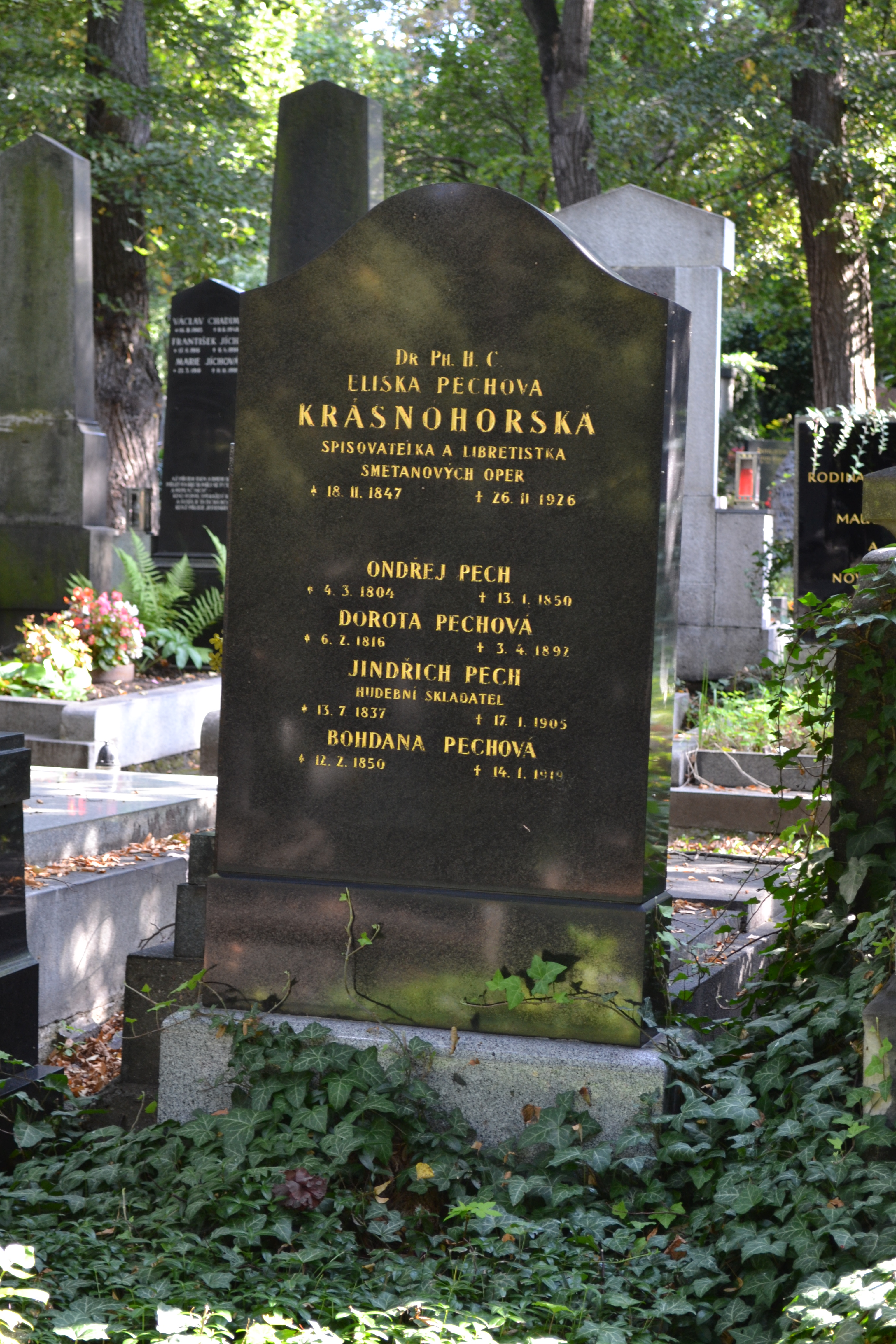
Mormântul ei din Cimitirul Olšany din Praga

### Publicistică
- Obraz novějšího básnictví českého (1877)
- Dvě básnířky našeho lidu (1888)
- České básnictví posledních dvou desetiletí (1895-1896)
- Z nových směrů a proudů (1897)

### Poezie
Poezia ei nu are o calitate literară foarte înaltă. Poeziile sale sunt lirice și subiective, declamatorii și cu un caracter moral.
- Z máje žití (1871)
- Ze Šumavy (1873)
- Ke slovanskému jihu (1880)
- Vlny v proudu (1885)
- Letorosty (1887)
- Bajky velkých (1889) – satiră ascuțită
- Na živé struně (1895)
- Rozpomínky (1896)
- Zvěsti a báje (1916)
- Ozvěny doby (1922)
- Sny po divadle (1922)

#### Proză scurtă
- Vlaštovičky (1883)
- Šumavský Robinson (1887)

### Romane
- Svéhlavička – roman
- Célinka – roman
- Z mého mládí – memorii
- Co přinesla léta – memorii, este probabil, în afară de libretele de operă, cea mai cunoscută operă literară a sa

### Librete de operă
- Lejla (1866) – autorul operei este Karel Bendl
- Břetislav (1869) – autorul operei este Karel Bendl
- Viola (1871) – autorul operei este Bedřich Smetana
- Blaník (1874) – autorul operei este Zdeněk Fibich
- Hubička (1875) – autorul operei este Bedřich Smetana
- Tajemství (1877) – autorul operei este Bedřich Smetana
- Dítě Tábora (1878) – autorul operei este Karel Bendl
- Čertova stěna (1879) – autorul operei este Bedřich Smetana
- Karel Škréta (1883) – autorul operei este Karel Bendl

### Traduceri
- Aleksandr Pușkin: Výbor menších básní (1894), Boris Godunov (1905)
- Adam Mickiewicz: Pan Tadeusz (1882)
- George Gordon Byron: Childe Harold's pilgrimage, (1890)
- libretul operei Carmen de Georges Bizet